# Stan Lafleur

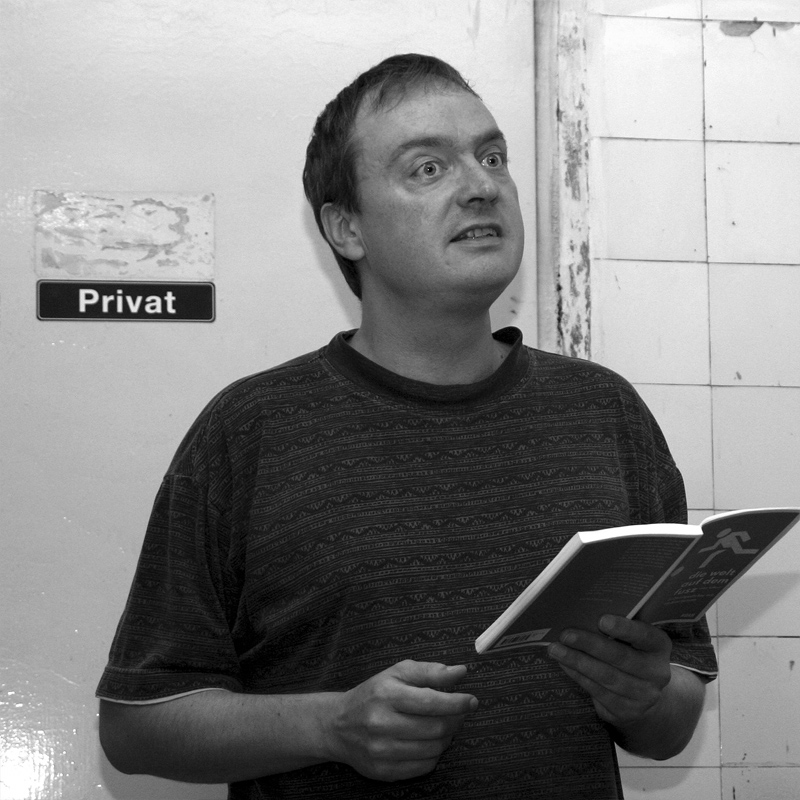
Stan Lafleur (2006)

Stan Lafleur (auch stan lafleur; eigentlich Thomas Mittler; * 16. Februar 1968 in Karlsruhe) ist ein deutscher Autor und Spoken-Word-Performer. Er lebt als freier Schriftsteller und Journalist in Köln.

## Leben
Lafleur studierte Germanistik, Medienwissenschaft, Anglistik, Romanistik und Afrikanistik an den Universitäten Düsseldorf und Köln (ohne akademischen Grad). Ab Anfang der 1990er Jahre trat er in beiden Städten als Autor, Literaturveranstalter (z. B. Sprechecke im Kölner Stadtgarten, seit 1997) und Herausgeber (u. a. der Zeitschrift elektropansen, 1994 bis 1998) in Erscheinung. Lafleur organisierte zahlreiche herkömmliche wie außergewöhnliche literarische Veranstaltungen in Düsseldorf (1992 bis 1994) und Köln (1994 bis heute)
Im August 2001 gründete er zusammen mit den Kölner Schriftstellern Achim Wagner und Enno Stahl die Rheinische Brigade, eine freie Vereinigung rheinischer Autoren, die sich zum Ziel setzte, „den Autor in der klassischen Rolle als politisch-gesellschaftlich handelndes Subjekt wiederzubeleben“.
Lafleurs Texte sind in zahlreichen deutschen und internationalen Zeitungen, Zeitschriften, Anthologien (u. a. Der Große Conrady) und Internet-Publikationen sowie im Rahmen von Ausstellungen (z. B. Lyrik-Installationen) und in mehreren Einzelbänden erschienen. Er ist Mitglied des Internet-Literaturprojekts Forum der 13 und seit April 2005 Mitarbeiter beim interdisziplinären Realtime Research-Projekt des Kölner Musikers Matthias Mainz.

## Auszeichnungen
- 2001: Rolf-Dieter-Brinkmann-Stipendium der Stadt Köln
- 2002: Nahbell-Preis des Instituts für Ganz&GarNix, Berlin
- 2002: Literaturförderpreis des Landes Nordrhein-Westfalen für Lyrik
- 2003: Zweiter Preis für deutschsprachige Lyrik bei Féile Filíochta, Dún Laoghaire-Rathdown County Council, Irland
- 2004: Sylt Quelle-Förderstipendium, Rantum
- 2009: Arbeitsstipendium der Kunststiftung NRW
- 2012: Istanbul-Stipendium der Kunststiftung NRW
- 2013: Istanbul-Stipendium der Stadt Köln

## Werke (Auswahl)
- goldene momente. Gedichte. Köln: parasitenpresse, 2000.
- palmalyren. Gedichte. Hannover: edition roadhouse, 2002.
- laszt uns alle voll so in die gegend gucken. Gedichte. Hannover: edition roadhouse, 2003.
- als Herausgeber (zus. mit Adrian Kasnitz): Bier & Schläge. Fußball-Gedichte. Köln: parasitenpresse, 2003.
- neue heimat. Gedichte. Köln: KRASH Neue Edition, 2004. ISBN 3-937846-01-8.
- als pong noch auf ping. Gedichte. Köln: parasitenpresse, 2005.
- Ein paar Bars. Geschichten. Berlin: SuKuLTuR, 2006 (Reihe „Schöner Lesen“, Nr. 56). ISBN 978-3-937737-64-5.
- die welt auf dem fusz. Fußballgedichte mit Halbzeitpause. Berlin: Koall, 2006. ISBN 3-938436-03-4.
- Das Lachen der Hühner (zusammen mit Helena Becker). Gedichte. Köln: parasitenpresse, 2011.